# Voluta (dispositivo)

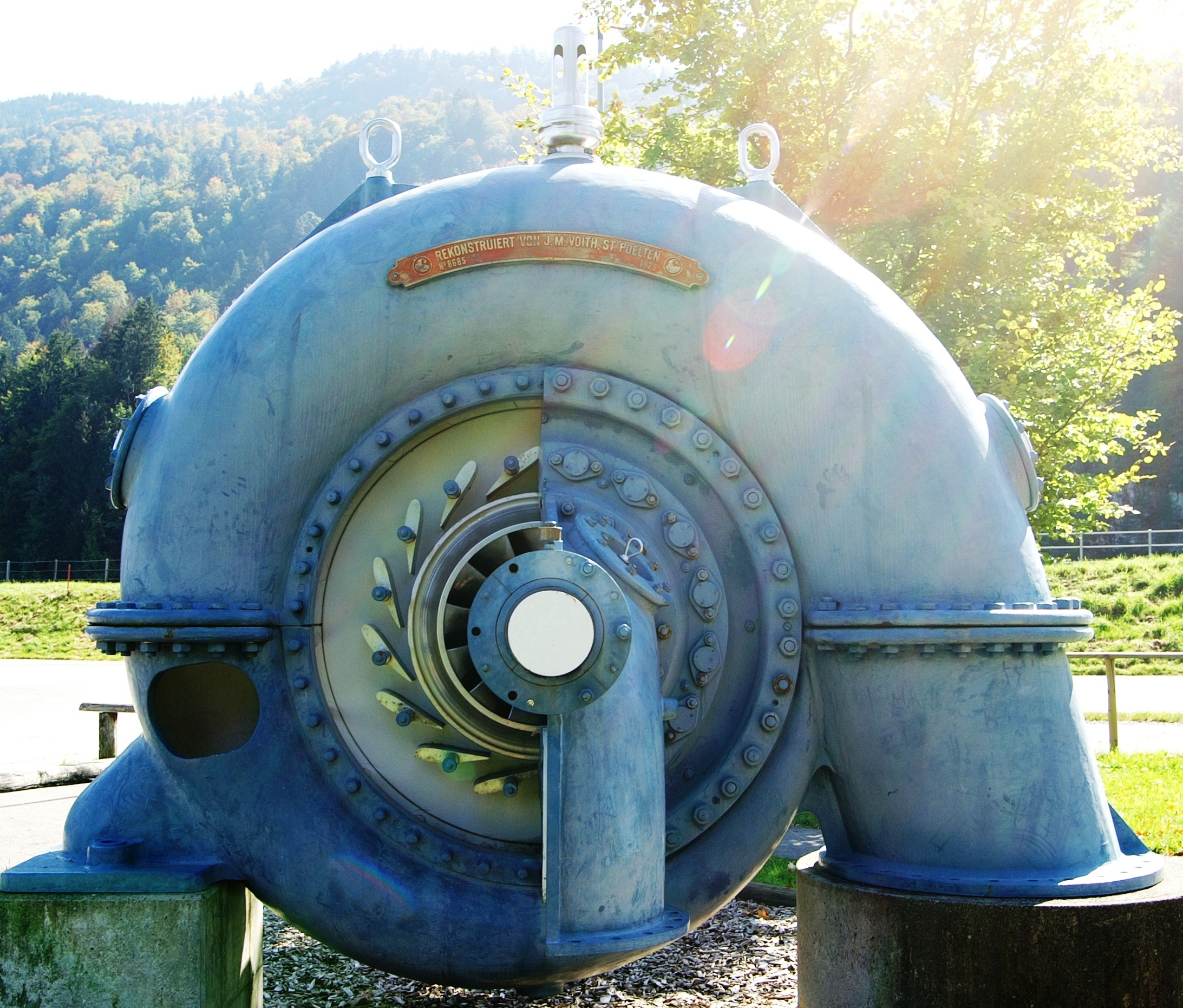
Bomba centrífuga con carcasa de voluta.

Se denomina voluta a la cámara o carcasa en forma de espiral de una bomba centrífuga dentro de la cual gira el rodete y que recoge el fluido propulsado radialmente por éste, dirigiéndolo hacia las tubuladuras (de tubo) de salida.
La denominación es debida a que su forma recuerda al molusco del mismo nombre.